# Seznam ameriških igralcev (O)
Hugh O'Brian - Austin O'Brien - Edmond O'Brien - Margaret O'Brien - Pat O'Brien (igralec) - Shauna O'Brien - Jerry O'Connell - Carroll O'Connor - Donald O'Connor - Frank O'Connor (igralec) - Hugh O'Connor - Raymond O'Connor - Renée O'Connor - Cathy O'Donnell - Chris O'Donnell - Rosie O'Donnell - Michael O'Donoghue - Gail O'Grady - Brian O'Halloran - George O'Hanlon - George O'Hara - Denis O'Hare - Michael O'Hare - Dennis O'Keefe - Miles O'Keeffe - Mike O'Malley - Ryan O'Neal - Tatum O'Neal - Barbara O'Neil - Linda ONeil - Ed O'Neill - Terry O'Quinn - Robert O'Reilly - Ed O'Ross - Heather O'Rourke - Maureen O'Sullivan - Annette O'Toole - Warren Oates - Jacqueline Obradors - Blanche Oelrichs - Charles Stanton Ogle - Arvo Ojala - Ken Olandt - Chancellor Olcott - Larisa Oleynik - Ken Olin - Barret Oliver - Edna May Oliver - Susan Oliver - Lorraine Olivia - Bodie Olmos - Edward James Olmos - Mico Olmos - Susan Olsen - Kalin Olson - Nancy Olson - Olivia Olson - Timothy Olyphant - Ondine - Alan Oppenheimer - Don Keith Opper - Jerry Orbach - Alesha Oreskovich - Christopher Orr - Choco Orta - Barry Orton - Emily Osment - Haley Joel Osment - Donny Osmond - Jimmy Osmond - Beth Ostrosky - Peter Ostrum - Cheri Oteri - Carré Otis - Frank Overton - Rick Overton - Beverley Owen - Susie Owens - Hal Ozsan - 